# ریکوبتسو، هوکایدو
ریکوبتسو، هوکایدو (به لاتین: Rikubetsu, Hokkaido) یک منطقهٔ مسکونی در ژاپن است که در Tokachi Subprefecture واقع شده‌است. ریکوبتسو ۲٬۸۳۷ نفر جمعیت دارد.